# Puerto de Mayagüez
El Puerto de Mayagüez ubicado al noroeste de la ciudad de Mayagüez, es el tercer puerto más activo en Puerto Rico. El puerto está situado a lo largo de las rutas de Puerto Rico 64, 341, y 3341, y se extiende por 3,8 millas a lo largo de la costa. Su canal principal es 0,4 millas de ancho y su profundidad varía desde 47 hasta 120 metros, la profundidad del agua a lo largo de los muelles oscila entre 28 y 29 pies. Hasta abril de 2010, el inquilino principal del puerto fue Ferries del Caribe que ofrece un servicio de ferry diario a la República Dominicana. Su única nave, Caribbean Express (1976/18888 gt,) fue desguazada en Alang a finales de 2010. Desde marzo de 2011, el servicio de ferry a la República Dominicana se reinició por parte de América Cruise Ferries. 